# 加治木町

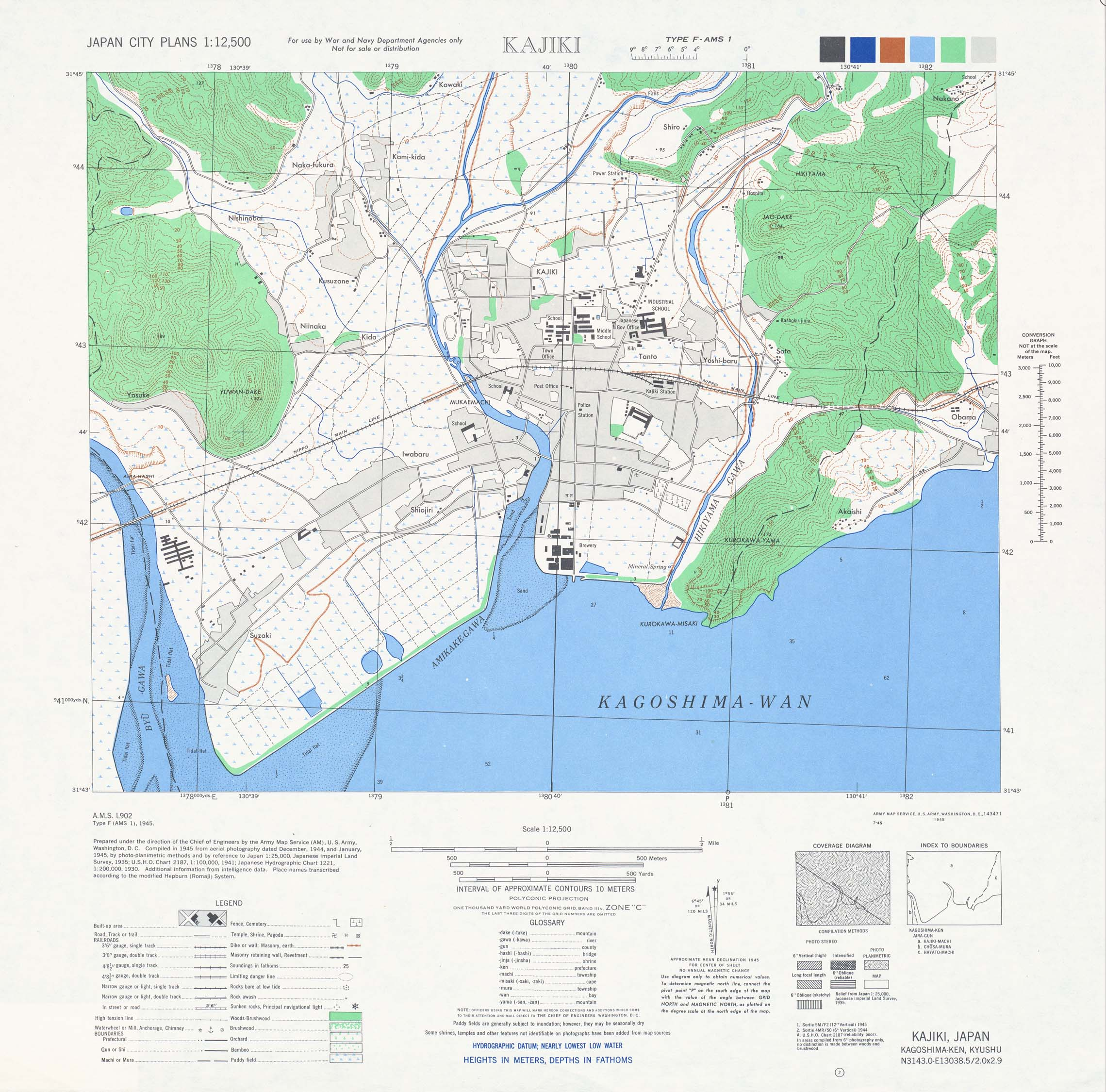
1946年頃の加治木町の地図

加治木町（かじきちょう）は、鹿児島県の中部にあった町である。姶良郡に属していた。
2010年（平成22年）3月23日付けで同じ姶良郡の蒲生町・姶良町と合併して姶良市となった。

## 地理
鹿児島県中部に位置し、南側を鹿児島湾に面している。海に近い南部は、西側から別府川・網掛川・日木山川が流れて鹿児島湾に注いでおり、これらの河川の形成した沖積平野が一体となって姶良平野を形成している。この平野部は隣接する姶良町南部ともつながっている。この南部平野地帯に中心市街地が形成されており、鹿児島市からの交通の便がよいことなどからベッドタウンとして発展している。北部は十三塚原と呼ばれるシラスで形成された台地が広がっており、霧島市との境界に掛けて畑作地帯となっている。

### 隣接していた市町村
- 霧島市
- 姶良郡姶良町

## 歴史
加治木という地名は、船の舵を置いておいたら、そこから芽が出て木が生えたという「柁の木伝説」に由来する。ここから「柁木」「柁城」と呼ばれるようになり、やがて「加治木」になったとされている。加治木町仮屋町にはこの伝説の木に由来するとされるクスノキがあり、その向かいには柁城小学校（だじょうしょうがっこう）がある。町の木もクスノキである。
平安時代頃からこの地域を支配していたのは、大蔵氏の一族とされる加治木氏であった。当初は日木山付近を拠点とし、後に加治木城を築いて本拠地としている。私領の形成過程で大隅正八幡宮（鹿児島神宮）への寄進を経ており、中世には正八幡宮領であった。
南北朝から戦国期になると、このあたりは争乱の場となり、蒲生に本拠を置く蒲生氏、帖佐に本拠を置く平山氏などとともに、互いに同盟したり対立したりしながら、島津氏との勢力争いを繰り広げていた。1496年（明応5年）に、前年の平山城を巡る攻防の結果として島津忠昌が加治木の加治木久平を平定して、加治木氏による加治木支配が終焉した。しかし島津氏による加治木支配は安定せず、地頭に配した伊地知重貞も1527年（大永7年）5月に島津氏に背いた。島津氏はこれを討伐したが、その後に溝辺郷から肝付兼演が隙を突いて加治木を支配するようになった。1549年（天文18年）に伊集院忠朗に命じて加治木攻撃が行われ、肝付氏は島津氏に降伏してその配下となった。以後、4代68年にわたって島津氏配下の肝付氏による加治木統治が行われた。
豊臣秀吉による九州征伐の結果、一時的に加治木は秀吉の蔵入地とされ、石田三成がその代官とされた。これによって1595年（文禄4年）10月26日に肝付氏は喜入へ移った。しかし、文禄・慶長の役の出兵の功績として、1599年（慶長4年）1月9日に蔵入地が返還され、加治木は再び島津氏の領地となった。また朝鮮半島から島津義弘が連れ帰った職人により、現代に伝わる龍門司焼の窯が開かれた。島津義弘は、現在の加治木高校の位置に加治木館を築いて住んだ。加治木くも合戦の発祥にも義弘が関わったとの伝承がある。
江戸時代には、1625年（寛永2年）7月15日に、島津家久の第3子、島津忠朗が加治木に入り、島津氏の一族中でもっとも家格の高い一門家である加治木島津家の初代となった。以後、加治木は幕末まで加治木島津家の私領であった。江戸期には高井田・日木山・小山田・段土・木田・西別府の6つの村で加治木郷が構成されていたが、高井田は後に木田に統合されている。加治木は薩摩街道の大口筋と高岡筋が分岐する交通の要所で、姶良郡方面から鹿児島へ向かう人荷の多くが加治木から船を利用していたことから、その拠点として大きく繁栄し、姶良郡の中心都市であった。
明治になると、一時的に都城県に属したり、鹿児島県の第一支庁がおかれたり、さらには西南戦争で焼失した鹿児島県庁の臨時庁舎が置かれたりした。1889年（明治22年）4月1日町村制施行により、姶良郡反土村・日木山村・小山田村・木田村・西別府村が合併し加治木村が発足した。1901年（明治34年）には村内を通る鉄道が開業し、加治木駅が設置されたが、これにより陸海の交通の接続点としての加治木の賑わいは一時的に衰えることになった。しかし養蚕と製糸など新しい時代の産業の育成も行われた。1912年（明治45年）6月1日には、鹿児島県で最初の町制を施行して加治木町となった。
第二次世界大戦に際しては空襲を受けて大きな被害を出した。1945年（昭和20年）4月26日の第1回空襲では約16.5 ヘクタールを焼失し、死者17人を出した。さらに同年8月11日には第2回空襲があり、約65 ヘクタールを焼失し死者26人を出した。これにより加治木市街地は広い面積に渡って焼失し、官公庁もほとんどが焼失した。大戦後は焼け跡を整理して、現在に見られるような街区が形成されることになった。また、加治木港で外地からの引揚者の受け入れが行われている。
大戦後は行政改革のために行政区域の再編が行われ、まず1947年（昭和22年）8月1日に溝辺村崎森の長谷集落を大字日木山に編入した。また加治木町内に存在する山田村の飛地であった辺川を、1952年（昭和27年）10月10日に編入した。この時同時に溝辺村崎森の迫集落も小山田に編入している。
2010年（平成22年）3月23日付で、蒲生町・姶良町と合併して姶良市が発足した。

## 行政

### 歴代町村長
1889年（明治22年）町村制施行
- 石神 安光（1889年（明治22年）5月 - 1893年（明治26年）5月、初代）
- 池 直一（1893年（明治26年）5月 - 1903年（明治36年）2月、2代）
- 本田 克（1903年（明治36年）2月 - 1904年（明治37年）2月、3代）
- 上村 与八（1904年（明治37年）2月 - 1912年（明治45年）5月、4代）

1912年（明治45年）6月1日町制施行
- 石神 安光（1912年（明治45年）6月 - 1913年（大正2年）9月、初代）
- 池 直一（1913年（大正2年）9月 - 1915年（大正4年）5月5日、2代） - 鹿児島へ出張の際に、加治木駅で暴漢に襲われて頚部を刺され即死した。
- 牧 清澄（1915年（大正4年）5月 - 1918年（大正7年）2月、3代）
- 曾木 豊二（1918年（大正7年）2月 - 1924年（大正13年）5月、4代）
- 小宮 敬次（事務引き継ぎ）
- 法元 定一郎（1924年（大正13年）5月 - 1925年（大正14年）10月24日、5代）
- 日高 彦一（1925年（大正14年）10月25日 - 1945年（昭和20年）10月24日、6代）
- 曾木 豊二（1945年（昭和20年）11月2日 - 1947年（昭和22年）2月14日、7代、再任）
- 伊藤 賢二（1947年（昭和22年）4月5日 - 1947年（昭和22年）4月23日、8代、1期）
- 曾木 隆輝（1947年（昭和22年）5月9日 - 1954年（昭和29年）12月、9・10代、2期）
- 緒方 明男（1954年（昭和29年）12月 - 1958年（昭和33年）12月、11代、1期）
- 曾木 隆輝（1958年（昭和33年）12月 - 1974年（昭和49年）12月、12 - 15代、再任で4期、通算すると6期）
- 東 國雄（1974年（昭和49年）12月 - 1986年（昭和61年）12月、16 - 18代、3期）
- 宇都宮 明人（1986年（昭和61年）12月 - 1998年（平成10年）12月、19 - 21代、3期）
- 川野 威朗（1998年（平成10年）12月 - 2006年（平成18年）12月、22・23代、2期）
- 笹山 義弘（2006年（平成18年）12月 - 2010年（平成22年）3月22日、24代、1期目、最終代）

### 県の行政機関
- 鹿児島県姶良・伊佐地域振興局（保健福祉環境部を除く）
- 鹿児島県姶良家畜保健衛生所

### 国の機関
- 加治木税務署
- 加治木労働基準監督署
- 日本年金機構 加治木年金事務所
- 国土交通省 鹿児島国道工事事務所 加治木維持出張所
- 鹿児島地方検察庁 加治木支部
- 鹿児島地方裁判所 加治木支部
- 鹿児島家庭裁判所 加治木支部
- 加治木簡易裁判所

### 警察
- 加治木警察署
  - 加治木中央交番

姶良市発足時に改称し、姶良警察署となっている。

### 消防
蒲生町・姶良町と合同で姶良郡西部消防組合を結成して、その消防本部が木田に所在していた。姶良市発足に伴い、姶良市消防本部となっている。

## 産業
農業は水田稲作がほとんどで、他に野菜の栽培などを行っている。伝統的な薩摩焼である龍門司焼の生産が小山田地区で行われている。加治木町の役場周辺に商店街が立地しているが、国道10号周辺に新興の大型店舗が進出してきている。

## 地域

### 教育

#### 短期大学
- 正心女子短期大学：1986年度に廃止。

#### 高等学校
- 鹿児島県立加治木高等学校
- 鹿児島県立加治木工業高等学校
- 龍桜高等学校（旧加治木女子高等学校）

#### 中学校
- 加治木町立加治木中学校

#### 小学校
- 加治木町立柁城小学校
- 加治木町立錦江小学校
- 加治木町立竜門小学校
- 加治木町立永原小学校
- 加治木町立加治木小学校

#### 特別支援学校
- 鹿児島県立加治木養護学校

### 人口
過去の人口は以下の通り（出典は国勢調査）
| 年     | 人口     |
| ------ | -------- |
| 1980年 | 22,524人 |
| 1985年 | 23,264人 |
| 1990年 | 23,834人 |
| 1995年 | 23,577人 |
| 2000年 | 23,332人 |
| 2005年 | 22,908人 |

## 交通
- 最寄り空港は鹿児島空港。

### 鉄道
- 九州旅客鉄道（JR九州）
  - 日豊本線
    - 加治木駅 - 錦江駅

中心駅は加治木駅。

### バス路線

#### 一般路線バス
- 鹿児島交通
- 南国交通

### 道路

#### 高速道路
- 九州自動車道・東九州自動車道（隼人道路）
  - 加治木ジャンクション
  - 加治木インターチェンジ

#### 一般国道
- 国道10号

#### 主要地方道
- 鹿児島県道42号川内加治木線
- 鹿児島県道51号宮之城加治木線
- 鹿児島県道55号栗野加治木線
- 鹿児島県道56号隼人加治木線

### 港湾
- 加治木港（定期旅客航路はなし）

## 名所・旧跡・観光スポット・祭事・催事
- さえずりの森
- 陶夢（とむ）ランド
- 龍門滝（日本の滝百選）
- 椋鳩十文学記念館
- 加治木くも合戦（コガネグモ同士を戦わせる）：6月
- 夏祭り大会：8月

## 出身有名人
- 鶴ヶ嶺昭男（大相撲関脇）
- 逆鉾伸重（大相撲関脇）※実際は東京都墨田区生まれ、育ち
- 寺尾常史（大相撲関脇）※実際は東京都墨田区生まれ、育ち
- スマイリー園田（MBCタレント）
- 神田橋條治（精神科医）
- 笹峯愛

## 加治木町が登場した小説
- 山崎豊子 『二つの祖国』 新潮文庫 のち新潮社版全集